# Historia de Arequipa
Arequipa es la capital de la provincia y departamento homónimos, así como la segunda ciudad más poblada del Perú. Desde el punto de vista político, es la sede oficial del Tribunal Constitucional y es considerada como la «Capital Jurídica del Perú». La ciudad también es conocida como La Ciudad Blanca o el León del Sur.
Está ubicada en la región sur del país, la ciudad se extiende a ambas orillas del río Chili, en el denominado valle de Arequipa o valle del Chili, el cual está protegido al norte y al este por la faja cordillerana andina y hacia el sur y al oeste, por la serie de cadenas bajas de cerros costeños. La proyección censal para el año 2023 estableció una población de 1 157 500 habitantes. Su área metropolitana la conforman veintiún distritos conurbados.
El lugar donde se asienta la ciudad fue fundado el 15 de agosto de 1540. En aquel entonces, se le denominó «Villa Hermosa de Nuestra Señora de la Asunta». El 25 de septiembre de 1541 a través de una Cédula Real dictada por el monarca Carlos V pasó a denominarse «Ciudad de Arequipa». En el periodo virreinal, adquirió importancia por su sobresaliente papel económico y por su fidelidad hacia la Monarquía Española.
Es la segunda ciudad más industrializada y con mayor actividad económica en el Perú. La actividad económica de la ciudad en el 2015 representó un PIB de 9445 millones de dólares estadounidenses y un PIB per cápita de 18 610 dólares estadounidenses en valores nominales. Dentro de la actividad industrial destacan los productos manufacturados: Por ejemplo, la producción textil de lana de camélido, la producción y comercialización de concentrados de cobre y molibdeno entre otros. La ciudad mantiene estrechos vínculos comerciales con Chile, Bolivia y Brasil. Está conectada por medio del ferrocarril del Sur con el puerto de Matarani y las ciudades de Cusco, Juliaca y Puno.
A inicios de la vida republicana del país, la ciudad asume una gran importancia política y económica. Representó durante el siglo XIX y XX una especie de contrapeso al poder centralizador limeño fungiendo como una especie de «segunda capital». La ciudad ha sido foco de muchas rebeliones populares, cívicas y democráticas; así como también ha sido cuna de sobresalientes figuras intelectuales, políticas y religiosas del país. Arequipa protagonizó más de siete levantamientos o revoluciones, solo desde la independencia hasta 1850 y albergó la sede del gobierno del país en dos ocasiones. Durante el golpe de Estado de Salaverry, el presidente de la república Orbegoso instaló su gobierno en la ciudad desde el 13 de enero de 1835. Durante el conflicto armado con Chile, el presidente Lizardo Montero declara a Arequipa el 31 de agosto de 1882 como la capital del Perú y convoca un Congreso Nacional el 28 de abril de 1883.
En el año 2000, la Unesco reconoció las 332 hectáreas del casco histórico de Arequipa como «Patrimonio Cultural de la Humanidad». El patrimonio histórico y monumental que alberga y sus espacios escénicos y culturales la convierten en una ciudad receptora de turismo nacional e internacional. En dicha zona histórica destaca la arquitectura religiosa virreinal y republicana producto de mezcla de características españolas y autóctonas. Estas características dieron lugar a una escuela estilística arquitectónica propia denominada «Escuela Arequipeña» cuya influencia irradió hasta Potosí.

## Toponimia
Sobre el origen del nombre "Arequipa" se han tejido varias hipótesis. Algunas de estas hipótesis tienen cierta base histórica, aunque lindan en la leyenda, entre tanto otras se valen de aspectos geográficos y de estudios lingüísticos más rigurosos.
Estudios lingüísticos

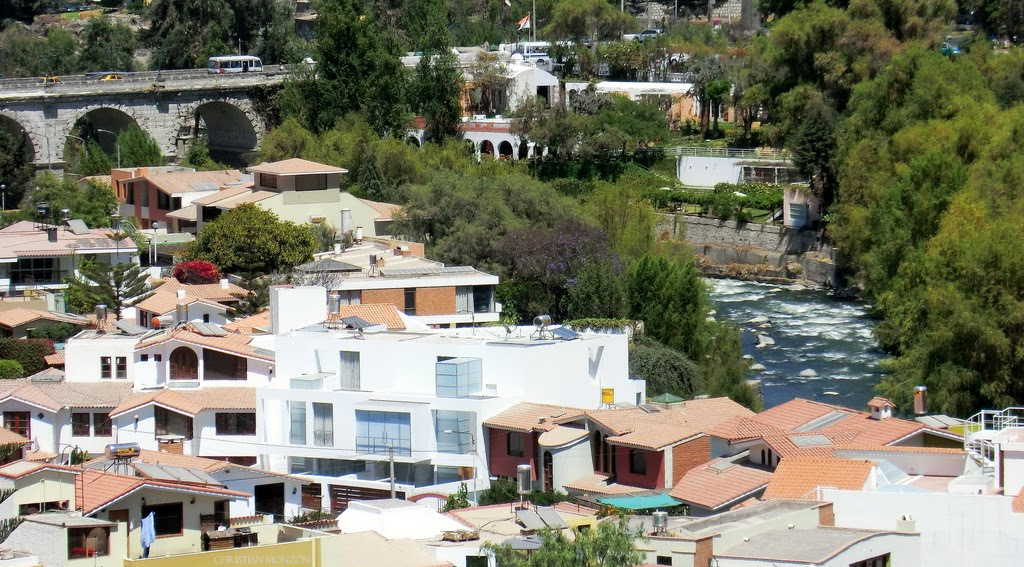

Según la hipótesis de Bernedo, el emplazamiento sobre el cual se encuentra la ciudad estuvo densamente poblado por población puquina, mucho antes de la llegada de la población aimara. Basa su aseveración en el descubrimiento de la ciudad puquina de Kasa-Patak en la zona de Tingo el 16 de noviembre de 1942. Considera además que la onomástica y la toponimia de gran parte de la región arqueológica arequipeña son de raíz puramente puquinas por lo cual resulta lógico creer que la toponimia de Arequipa obedece al mismo comportamiento.
Bernedo asegura que los primeros pobladores le dieron el nombre de «Are-quiapi» (en puquina) a la región geográfica que dominan el Misti y el Chachani. A través de los estudios de lingüística iniciados por Bernardo Málaga, este pudo observar que un número importante de palabras aimaras y quechuas tienen su origen en el idioma puquina. Sobre las otras versiones sostenía lo siguiente:

«Los nombres acomodativos de Ari-quepa que en lengua aymara significa: "Detrás de la Cumbre" y el de Are-quepay, quechua, que se traduce: "Sí, quedaos acá", cuando en realidad no existía pueblo importante en la campiña arequipeña ni ésta ofrecía el panorama espléndido que ahora le caracteriza, hay razones poderosas para afirmar que dichas etimologías, aymara y quechua, no corresponden a la realidad de los hechos constatados por la arqueología.»
Leonidas Bernedo Málaga, La cultura Puquina

Leyendas
Una leyenda existente cuenta que el inca Mayta Cápac recibió una petición de sus súbditos al llegar al valle del Chili. Estos le solicitaban el permiso de quedarse en la comarca para poblarla, pues quedaron maravillados por la belleza del paisaje y la suavidad del clima. A esta demanda el Inca respondió «Ari qipay» o «Are quepay» (en quechua: Sí, quédense); esta fue la etimología que utilizó el padre Calancha en la crónica "Orden de San Agustín" y que fue traducida por J. Ignacio Gamio.
Otras versiones
Otra versión del origen del nombre de la ciudad es la del padre Blas Valera y contada por el Inca Garcilaso de la Vega, sostiene que el origen del antiguo nombre proviene de una antigua voz aimara, «ari qquepan» o «are quepa». Dicha versión sostiene que los nativos llamaban así a un caracol marino cuya concha usaban a «guisa de trompa bélica» y que en castellano significa «trompeta sonora».
Otra etimología, expuesta por el historiador Ernst Middendorf, toma en cuenta el hecho que la región recibió un intenso poblamiento de colonias de origen altiplánico y que el nombre proviene de la expresión aimara «ari qhipaya» o «ariq qipa», de «ari» (agudo, filoso o puntiagudo) y «qhipaya» (detrás), que significaría «detrás del pico», haciendo referencia al cono volcánico del Misti, que domina el horizonte arequipeño.

## Época preincaica
Hasta poco antes del surgimiento del Imperio incaico existían en lo que hoy es la ciudad algunos conglomerados nómadas que vivían dedicados a actividades tales como la caza, la pesca y la recolección, desarrollando la domesticación de algunos animales principalmente auquénidos e iniciando incipientes prácticas de sedentarización y agricultura. Con el tiempo, luego de procesos migratorios dentro de la región se establecieron los primeros asentamientos, muchos de ellos con conexiones hasta el mar dando origen a las primeras vías de comunicación con lo que se incrementó la accesibilidad del territorio.
El emplazamiento sobre el cual se encuentra la ciudad estuvo densamente poblado por población puquina, mucho antes de la llegada de la población aimara. Basa su aseveración en el descubrimiento de la ciudad puquina de Kasa-Patak en la zona de Tingo el 16 de noviembre de 1942. 
Durante esta época se construyeron importantes canales de irrigación o acequias en el valle del río Chili, los que permitieron cultivar los llanos y las andenerías desarrolladas en los flancos de las laderas del río. Los yarabayas y los chimbas se establecieron en el asentamiento actual de la ciudad, que conjuntamente con las comunidades collaguas y cabanas desarrollaron una economía agraria en medio del desierto.

## Época incaica
Cuando Mayta Cápac llegó a la vega del río Chili, no fundó ninguna ciudad. El inca dispuso sus mitimaes para controlar, espiar y como fuerza de frontera contra los enclaves de pueblos del interior en expansión. Así, para vigilar a yanaguaras y chumbivilcas destinó a los chillques; para igual misión con los collaguas, a los callapas; y en la banda oriental del Chili, poblada por los yarabayas y copoatas, a los chichas.
Según las crónicas de Pedro Cieza de León, no fue Mayta Cápac quien extendió el dominio hacia el valle de Arequipa dado que dicho personaje murió antes de aprestarse a la conquista del Kuntisuyu y fue sino su sucesor quien organizó dichas expediciones. Los planes de conquista sufrieron otra interrupción ante la amenaza Chanca que llegó a cercar a Viracocha en su propia capital, y por su debilidad y la de Inca Urca, asumió de hecho el mando Inca Yupanqui, tomando el nombre de Pachacutec. Venció y exterminó a los Chancas y sólo mucho después hizo llamamiento de gente y con ella logró la conquista de los Yanaguaras y Chumbivilcas y a las provincias de la comarca de Condesuyos. Entre ellas estaría el valle del Chili y aunque no lo dice Cieza de León, queda sobreentendido porque concluyó el dominio del Callao y sus sucesores serían los encargados de expandir el Incario hacia el Norte.
La tesis de Cieza de León se contrapone a la tradicional tesis garcilasista la cual sostiene que la ciudad tuvo una fundación de origen incaico. Considera como equívoca la suposición de que los Incas alguna vez hayan hecho fundación de una ciudad en el valle del Chili. Los incas se asentaron en el valle del Chili, conquistaron, tomaron algunas medidas administrativas para seguridad de los mitmaes y sometimiento de etnias aborígenes, y siguieron de largo, que bien podía hacerla un tucuiricuc o el Villac Umu y no necesariamente el gobernante del Cusco. Antes de esto actuaba con naturalidad y no tenía las formalidades que usarían los españoles por su arraigo feudal.
Por otro lado las crónicas garcilasistas extendidas ampliamente en los proto-historiadores arequipeños, todos los cuales, en la segunda mitad del siglo XVIII y comienzos del XIX, dan por hecho que fue Mayta Cápac el primer Inca que halló el valle del Chili. Por ello, Francisco Javier Echeverría y Morales, Juan Domingo Zamácola y Jáuregui y sendos plagiarios: Juan Gualberto Valdivia y Antonio Pereyra y Ruiz, repiten puntualmente la cita del cronista cusqueño. De dicha visión hispánica se desprende la crónica de Garcilaso de la Vega, calificada como históricamente imprecisa, y que describe que alrededor del año 1170 Mayta Cápac se detuvo con su ejército en el despoblado valle del río Chili, al que llamó «Ari-qquepay», expresión q
ue significa «quedémonos aquí». Dicho inca repartió terrenos entre tres mil familias, que fundaron los caseríos o pueblos de Yanahuara, Cayma, Tiabaya, Paucarpata, Socabaya, Characato, Chiguata y otros.
La tarea de poner mitimaes en el Imperio Incaico no estaba relacionada con la fundación de un poblado, la cual tiene una connotación más hispánica que andina. Eso fue lo que ocurrió en Arequipa, donde Mayta Cápac repitió lo que había hecho antes en Chuquisaca (Charcas, Alto Perú), donde no creó un pueblo, sino que reemplazó a nativos por mitimaes.

## Época virreinal

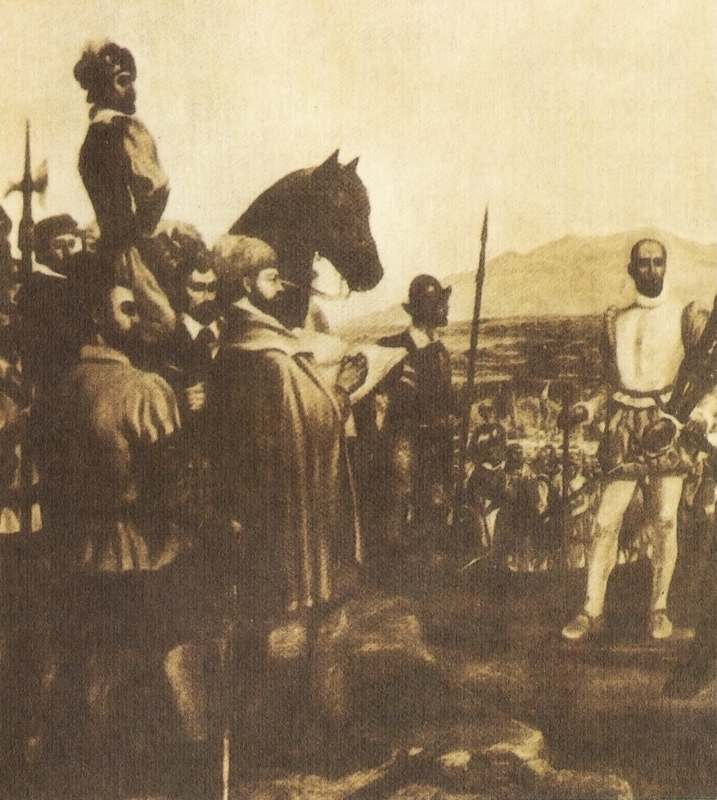
El 15 de agosto de 1540, día de la Virgen de la Asunción, es fundada la Villa de la Asunción de Nuestra Señora del Valle Hermoso de Arequipa por el teniente gobernador Garci Manuel de Carbajal, en el margen izquierdo del río Chili.

### Fundación de Arequipa
Arequipa es fundada el 15 de agosto de 1540 por Garci Manuel de Carbajal en el valle del río Chili como la «Villa de la Asunción de Nuestra Señora del Valle Hermoso de Arequipa», en un área ocupada por algunos poblados indígenas. Una vez llevada a cabo la fundación se procede a repartir los solares; para Pizarro, el Cabildo y la Orden de Santo Domingo se les asigna para cada uno un solar cuya extensión abarca toda una manzana, para los fundadores un solar de un cuarto de manzana, y para la Iglesia Mayor un solar de media manzana separada del resto de solares vecinos por el pasaje de la Catedral.
La ciudad en el momento de la fundación ya contaba con un cabildo establecido, debido a que la fundación de la villa se da como consecuencia del traslado de la Villa Hermosa de Camaná, y cuyo nombre fue parcialmente conservado y sustituido por Viila Hermosa de Arequipa, hasta que Carlos V de Alemania y I de España la eleva a la villa a la categoría de ciudad por real cédula fechada en Fuensalida, el 22 de septiembre de 1541. Las gestiones del traslado estuvieron a cargo de Garci Manuel de Carbajal, que se constituyó como la autoridad política para realizar la fundación de la nueva villa y designar al nuevo regidor, cargo que recayó sobre don Juan de la Torre.
El acta de fundación de la “Villa de la Asunción de Nuestra Señora del Valle Hermoso de Arequipa” dice lo siguiente:

"Es después de lo susodicho, en el valle de Arequipa, a quince días del mes de agosto de mil quinientos cuarenta años el muy magnífico señor Garcí Manuel de Carvajal teniente e capitán por el ilustre señor Marqués Don Francisco Pizarro gobernador en estas provincias por su majestad, en cumplimiento del mandamiento de dicho señor gobernador anduvo por el dicho valle de Arequipa, se informó del asiento más conveniente y sano de menos perjuicio de los naturales; y habiéndolo visto según dicho es, dicho que en nombre de su majestad del dicho señor navegador Don Francisco Pizarra en su real nombre, fundaba e fundó la dicha Villa Hermosa en el Valle de Arequipa, en la parte de Collasuyo, donde su Señoría mandó, encima de la barranca del rió, del dicho valle; a su merced en la cruz en el sitio que viene señalado para iglesia, e asi mismo puso la picota en la plaza de la dicha villa, lo que dicho que hacia e hizo en nombre de su majestad y del dicho señor gobernador en su real nombre como dicho es e por posesión, asi hecho su merced mandó pregonar y fue pregonando que los vecinos de otras personas que tienen solares en la dicha villa hermosa los pueblen que edifiquen sus casas en ellos dentro de seis meses cumplidos primeros siguientes son las penas que el señor gobernador manda y asi fue pregonado públicamente por vos Pedro Ires, pregonero público que su merced lo firmó de su nombre siendo testigos Hernando de Silva y Hernando de Torres regidores de Juan de la Torre alcalde e Luis de León e el Padre Rodrigo Bravo e Fray Bartolomé de Ojeda el Padre Fray Diego Manso y Diego de Hernandez, otras muchas personas que en el estaban a su merced lo firmó como dicho es--Garci Manuel de Carbajal-- todo lo cual que dicho es pasó ante mi--Alfonso de Luque escribano público."
Acta de fundación de Arequipa

Una vez llevada a cabo la fundación de Arequipa, y luego de que se levantaran las primeras viviendas, se nombró como primer alcalde para dirigir el destino de la ciudad al mismo fundador, Juan de la Torre y Díaz Chacón, quien recibió dos fanegas de tierra para fabricar su casa y las caballerizas.
Posteriormente, el Virrey D. Francisco Álvarez de Toledo, quien se encontraba en la ciudad realizando una visita general al territorio de su jurisdicción, le concedió a la ciudad, mediante decreto de 20 de agosto de 1571, el título de «Muy noble y muy leal», en virtud de sus méritos y servicios a la causa real.
El título fue confirmado por Felipe II «con muchas más honras» en dos cédulas: una fechada en Badajoz, el 20 de septiembre de 1580 y la otra en Madrid el 28 de enero de 1594, lo cual no parece muy exacto, toda vez que en esa como en otras cédulas se hacía únicamente referencia a ese título, que ya tenía Arequipa. La cédula de Badajoz contiene elogios para las matronas de esta ciudad por el valioso donativo que hicieron de sus joyas a fin de aliviar la situación del Tesoro Real.

Escudo heráldico de la ciudad de Arequipa.

El 25 de septiembre de 1541 a través de una Cédula Real dictada el monarca Carlos V eleva la villa a categoría de ciudad y asimismo le concede un escudo de armas. El escudo de armas está coronado por un grifo en cuya mano trae una bandera, en la cual se lee la inscripción «Carlos V» o «Del rey».

...Y por la presente hacemos merced y queremos y mandamos que ahora y de aquí adelante la dicha Ciudad de Arequipa haya y tenga por sus armas conocidas un Escudo que en lo bajo de él esté un Río y sobre él un mogote del cual salgan unos humos a manera de volcán, y a los lados del cerro mogote, de la una parte, y de la otra; estén unos árboles verdes y encima de ellos dos leones de oro, de la una parte, y el otro de la otra; todo ello en campo colorado; y por orla ocho flores de lis y de oro en campo azul, y por timbre un yelmo cerrado; y por divisa un grifo con una bandera en las manos en la cual estará escrito las letras del nombre de Mi el Rey; con sus trascoles y dependencias y follajes de azul y oro según que aquí van figurados y pintados; las cuales dichas armas damos a la dicha Ciudad de Arequipa por sus Armas y Divisa...

El tradicionalista Ricardo Palma en su libro Tradiciones Peruanas, brinda una explicación del porqué de la ubicación de los componentes en el escudo. Palma, basa sus explicaciones en lo descrito por un cronista con conocimientos en heráldica. En la tradición «El ahijado de la providencia», dicho autor, lo describe como se cita:

«Nada entendido en heráldica el demócrata que esto escribe, atiénese a la explicación que sobre tal alegoría da un cronista. Dice que la inscripción de la bandera expresa la posesión que el rey tomó de Arequipa y que al colocar aquélla, no bajo los pies, sino en la mano del grifo, quiso el monarca manifestar su aprecio por la ciudad, no pisándola como a vasalla, sino dándole la mano como a favorecida. Si hay quien lo explique mejor, que levante el dedo.»
Ricardo Palma, Tradiciones Peruanas'

### Época virreinal
El cabildo durante el virreinato era el encargado de elegir las autoridades competentes quienes asumían el cargo el primer día del año, nominando a los alcaldes, al procurador, al mayordomo de la Ciudad, al fiel ejecutor, los tenedores de bienes de difuntos y al administrador del nosocomio visitador de botica. Este orden político es quebrado en épocas de guerras civiles, debido a que la tarea de designación se realizaba por parte de los grupos rebeldes beneficiando a sus adeptos. Desde 1553 por disposición del virrey Martín Enríquez de Almanza se inicia la aplicación del sistema de insaculación y bajo este sistema se elige un alcalde «de vecinos» y otro «de soldados», que posteriormente fueron sustituidos por el alcalde «de vecinos» y «de ciudadanos».
Al contador, al tesorero y a los oficiales reales de la caja hacendaría de la ciudad, por decreto de Felipe II, se les asigna la facultad de desempeñar el cargo de regidor de manera simultánea, produciendo duplicidad de competencias y discordias de poder. Para evitar los conflictos de competencias, se decide que los cargos de alferazgo y regidores se venderían convirtiéndose en perpetuos. Este sistema tuvo vigencia hasta el momento de la independencia del país.
Entre las primeras obras públicas realizadas en la ciudad se lista a la Iglesia Mayor, la casa del ayuntamiento, el puente sobre el río Chili y el monasterio de Nuestra Señora de Gracia. En 1609, por solicitud elevada al papa Paulo V el 20 de julio de 1609 accedió en Bula y el 6 de enero de 1612 autoriza la demarcación del obispado de Arequipa. El monarca Felipe III encomienda esta misión al Virrey Juan de Mendoza y Luna.
Hallándose en esta ciudad el Virrey D. Francisco de Toledo, con motivo de la visita general que hizo al territorio de su jurisdicción, a pedido del Cabildo y siendo procurador general Diego Hernández Hidalgo previa una información de nueve testigos de los más antiguos vecinos y fundadores de la ciudad, mandada actuar por el decreto de 20 de agosto de 1571 ante el Escribano Juan Ruiz de Gamarra, le concedió, con fecha de 7 de noviembre de 1575, el título de "muy noble y muy leal", en virtud de sus méritos y servicios a la causa real.
Según Travada, ese título fue confirmado por Felipe II "con muchas más honras" en dos cédulas, una fechada en Badajoz el 20 de septiembre de 1580 y la otra en Madrid el 28 de enero de 1594, lo cual no parece muy exacto, toda vez que en esa como en otras cédulas se hacía únicamente referencia a ese título, que ya tenía Arequipa. La de Badajoz contiene elogios para las matronas de esta ciudad por el valioso donativo que hicieron de sus joyas a fin de aliviar la situación del Tesoro Real, exhaustos por los fuertes gastos que ocasionaban las guerras contra los musulmanes y protestantes, y la de Madrid es también de agradecimiento por haber aceptado la nueva contribución de la Alcabala, que produjo una buena renta.
Durante el virreinato la ciudad destacó por ser el eje comercial del centro y sur de este, a través del puerto de Quilca e Islay. Esto influyó en el desarrollo de una pequeña burguesía en desmedro de los grandes terratenientes. Arequipa se mantuvo fiel a la causa real durante las guerras civiles de los conquistadores por lo que recibió el título de "Muy noble, leal y fidelísima". Sin embargo no estuvo ajena a los pensamientos e ideales libertarios que se manifestaron a través de la Academia Lauretana. Entre los próceres de la Independencia destaca el poeta Mariano Melgar quien fuera fusilado por los realistas después de la batalla de Humachiri.

### Fidelismo hacia la Corona española
El historiador Guillermo Zegarra Meneses en su obra "Arequipa en el paso de la Colonia a la República. La visita de Bolívar" precisa un aspecto que distingue a Arequipa de otras regiones del Perú y de Lima en especial; con ella se explicitaba la adhesión pública de la ciudad de Arequipa a la Corona española y al seguimiento cerrado de las directries provenientes de los reyes de España, ello fue motivo para que 1805 recibiera el título de Fidelísima por la Cédula Real.
Desde su fundación española y a lo largo de tres siglos, la ciudad estuvo habitada por población mayoritariamente de origen español, la cual se manifiesta y era reconocida como fiel seguidora de España, una razón que contribuyó a mantener y fortalecer el Fidelismo fue obviamente la estructura social y el predominio de españoles, sostenido por su alta sociedad y elementos representativos. Otro factor fue el geográfico, pues por su ubicación no fue proclive a recibir influencias de corrientes o movimientos libertarios, además de ellos la geografía influyó a desvincular a Arequipa de los grandes núcleos aborígenes.
Respecto a su población durante los últimos años del virreinato, según el censo elaborado durante el gobierno del virrey Francisco Gil de Taboada (1790-1796) la población de la ciudad de Arequipa ascendía a 37,241 habitantes: 22,207 criollos y españoles; 4,980 mestizos; 5,929 aborígenes y 4,125 negros, mulatos, zambos, cuarterones, etc ya fueran esclavos o de "castas libres".

## Independencia
En la ciudad se vivió la independencia igual que todas las provincias de Perú, en guerra civil. Por su geografía y ubicación, tuvo circunstancias especiales; por ejemplo cuando la revolución de Pumacahua y las tropas rebeldes entraron a Arequipa por poco tiempo hubo un momento de euforia pero luego salieron de la ciudad, y se mantuvo el poder virreinal en Arequipa hasta la batalla de Ayacucho; no es que Arequipa estuviera en contra de la independencia, sino que libraba una guerra civil.
Las autoridades virreinales se mostraron flexibles frente a la inquietud libre pensadora de los arequipeños una muestra de ello es la fundación de la Academia Lauretana Ciencias y Artes el 10 de diciembre de 1821, bajo dirección de Evaristo Tadeo Gómez Sánchez, que tuvo a su vez la primera imprenta del departamento. Apenas construida la Academia, sus principales integrantes Francisco Xavier de Luna Pizarro, Aparicio Gómez Sánchez, Francisco de Paula González Vigil, Gaulberto Valdivia, Manuel Amat y León y Juan de Dios Salazar, tomaron partido a favor de la emancipación.
El historiador de la Puente afirma que existe duda en cuanto a que si se firmó primero en Supe o en Ica, la primera acta de independencia pero gran mayoría afirma que fue el cabildo de Supe el primero en hacerlo en todo Perú en abril de 1820. El historiador Agustín de la Puente comenta un fenómeno histórico sucedido en la etapa de emancipación e independencia:

«Ese es un fenómeno curioso, en el sur comenzaron las revoluciones precursoras con Túpac Amaru, pero el sur quedó en poder del rey hasta más tarde. En cambio el norte, donde hubo menos movimientos revolucionarios previos, se independizó antes; un fenómeno histórico.»
José Agustín de la Puente.

Un hecho interesante es que el obispo de Arequipa José Sebastián de Goyeneche, fue obispo de Arequipa en el virreinato, durante la independencia y entrada la república, y murió en los años 60 del siglo XIX, como arzobispo de Lima. Goyeneche era obispo de Arequipa en el tiempo del virrey Pezuela, siguió como obispo en el tiempo de San Martín y de Bolívar, lo que prueba que Perú era el que se independizaba, y no las intendencias las que lo hacían o lo hicieron, que había una continuidad en el cambio. Continuaron las mismas personas, las mismas costumbres, el cambio fue progresivo, lento.

## Época republicana

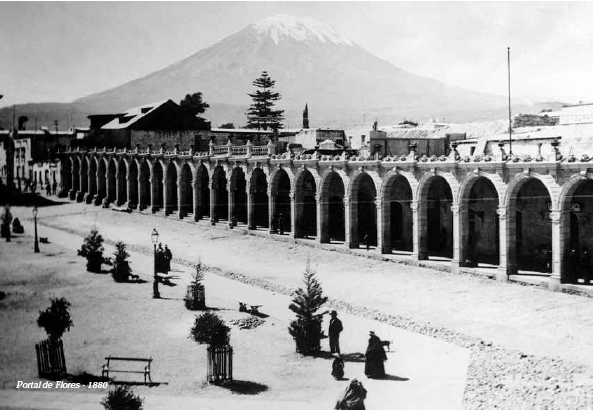
Vista del Portal del Regocijo, conocido en la actualidad como Portal de Flores, ubicado en la zona este de la Plaza de Armas de Arequipa en una fotografía tomada en el año de 1880.

Tras la independencia, el territorio correspondiente a la Intendencia de Arequipa fue designado como departamento mediante decreto del 26 de mayo de 1822. El congreso de 1826 y la Constituyente de 1827 tuvieron como presidente al arequipeño y «lauretano» Javier de Luna Pizarro. Durante el gobierno de Bolívar, después de la victoria de Ayacucho, la ciudad fue un activo centro contrario a la propagación de los poderes dictatoriales del Libertador. Los letrados arequipeños Domingo Tristán, Benito Lazo, Gualberto Valdivia se opusieron de forma pública y tajante a la constitución vitalicia bolivariana. Fruto de la actividad de la Academia Lauretana fue la fundación del Colegio Nacional de la Independencia Americana y de la Universidad Nacional de San Agustín creadas en 1827.
La ciudad de Arequipa durante la república ha gozado de gran importancia en el campo político y económico perfilándose para el Perú como una especie de «segunda capital». La ciudad ha fungido como contrapeso al poder centralizador de Lima abogando por intereses económicos del Sur del país. Sobre este aspecto fue precisamente el historiador Jorge Basadre quien expone la clara representatividad de Arequipa definiendo el rumbo político del país durante la era republicana.
El historiador Jorge Basadre sobre este aspecto afirmaba sobre el rol de Arequipa:

«Arequipa [...] fue [...] la ciudad representativa de la república, como Lima fue la ciudad representativa de la colonia, y el Cusco la ciudad representativa del imperio incaico»
Jorge Basadre, Sultanismo, corrupción y dependencia en el Perú republicano

Es un hecho sin discusión que Arequipa marca la pauta política de la conducción del país. Este fenómeno histórico aceptado como un hecho sin discusión se fundamenta en el ciclo revolucionario de Arequipa, el cual fue bien estudiado por Jorge Basadre, Belaúnde, Polar y Bustamante y Rivero.

Es durante este periodo que entre Lima y Arequipa surge una oposición económica, pero también política y cultural. La región arequipeña es además un espacio político regionalista, en oposición constante con la capital del país y con la política centralizadora de la oligarquía tradicional limeña.
A partir del año 1834, se producen en Arequipa una serie de movimientos políticos destinados a orientar la marcha de la república, se convierte así Arequipa en el "caudillo colectivo del Perú", pueblo en armas, cuya voz se hace escuchar al lado del tanido de las campanas de los numerosos templos de la ciudad. 
A partir de la segunda década del siglo XIX hasta finales de la misma década se forjó una sociedad de transición en el Perú, asimismo los pilares económicos sobre los que la ciudad basaba su sostenimiento — la manufactura de la lana y el Ferrocarril del Sur — comienzan a decaer y por esta y otras razones, Arequipa comienza a producir una serie de líderes políticos conformados por una creciente clase media de profesionales, intelectuales y tecnócratas, quienes tendrán participación en la defensa de la legalidad y la estabilidad económica. En esta etapa es durante la cual la ciudad adquiere un incremento poblacional significativo, y por otro lado una participación política destacada, consolidándose como la segunda ciudad del país, y como una ciudad en continuo desafío frente a Lima.
En 1835 general Orbegoso trasladó su gobierno de Lima a Arequipa, y solicitó apoyo del entonces presidente boliviano Andrés de Santa Cruz contra las pretensiones de Gamarra y Salaverry. Las batallas decisivas entre las tropas de Salaverry y las de la Confederación se dieron en Uchumayo, en las inmediaciones de la ciudad de Arequipa, el 4 de febrero de 1836, donde venció Salaverry; y en Socabaya, tres días después, el 7 de febrero, donde venció Santa Cruz. El 18 de febrero de 1836, Salaverry y sus principales colaboradores son fusilados en la plaza de Armas de la ciudad.
Luego de expresar su rechazo a la Confederación, Chile envió al mando del general Ventura Blanco Encalada una expedición militar que llegó a territorio arequipeño el 12 de octubre de 1837. Antes de entrar en batalla hubo negociaciones que permitieron firma un tratado de paz en Paucarpata, distrito aledaño a la ciudad, el 17 de noviembre, entre el jefe militar chileno y el general Quiroz, de la Confederación. Chile no refrendó el tratado y envió una segunda expedición al mando del general Bulnes, al año siguiente, en apoyo de Ramón Castilla y otros militares caudillos peruanos contrarios a Santa Cruz.
En los años siguientes la ciudad fue sede de sucesivos pronunciamientos militares insurreccionales. El 20 de febrero de 1843 se proclamó ahí como supremo director de la República el general Manuel Ignacio de Vivanco, cuyas ambiciones concluyeron con la batalla de Carmen Alto el 22 de julio de 1844. El 14 de abril de 1854 insirió desde Arequipa como presidente provisorio el general Ramón Castilla, quien logró hacerse del poder. Contra este gobierno de facto, el 1 de noviembre de 1856 se alzó en arma nuevamente en Arequipa, el general Vivanco. Tras fracasar sus expediciones militares a Lima y Trujillo, tuvo que regresar a Arequipa a fines de 1857 para organizar su defensa. Las fuerzas comandadas por Miguel de San Román se enfrentaron a Vivanco en la batalla de Paucarpata el 29 de junio de 1857.

### Guerra del Pacífico

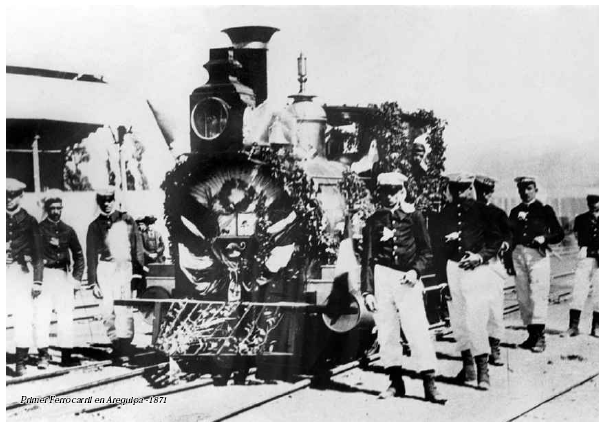
La llegada del primer ferrocarril de Arequipa en el año de 1871.

Lizardo Montero llegó a Arequipa el 31 de agosto de 1882, declarándola capital del Perú. Asimismo, Montero convocó un Congreso Nacional el 28 de abril de 1883.

«De la noche a la mañana Arequipa se convirtió en la «Capital del Perú»: con presidente y escolta en «palacio», con ministros y secretarios en sus despachos, con el alto mando militar en sus cuarteles. Un viejo y reitarado sueño se transformaba en realidad aunque con visos de sainete y de tragedia: el gobierno no ejercía el poder en todo el territorio nacional que en sus zonas neurálgicas estaba militarmente ocupado por el enemigo...»
Neira, Máximo, «Historia General de Arequipa»

El gobierno de Montero contó con un «Congreso Nacional» instalado el 22 de abril de 1883 en los claustros del Colegio Independencia y de la Universidad Nacional de San Agustín, un respaldo militar formado por todos los varones de 20 a 60 años que conformaban un ejército de 4000 hombres y de 8000 a 10 000 guardias nacionales y un soporte económico importante basado en los cupos y erogaciones impuestos tanto a la élite económica como a los distintos distritos agrícolas sureños.
Sin embargo, las fuerzas peruanas de Arequipa se sublevaron contra la autoridad de Lizardo Montero. El 25 de octubre de 1883, una revuelta popular y militar depuso el gobierno de Lizardo Montero Flores en Arequipa quien se retiró a La Paz, con lo que las tropas chilenas al mando de José Velásquez ocuparon la ciudad el 29 de octubre, siendo esta entregada por el cuerpo diplomático de la ciudad.

### SigloXX
Llegado el siglo XX, la ciudad fue escenario de pronunciamientos militares el 22 de agosto de 1930, cuando el comandante Luis Sánchez Cerro se proclamó Jefe Supremo y obligó a renunciar al presidente Augusto B. Leguía, y el 27 de octubre de 1948, cuando el general Manuel A. Odría formó una junta de gobierno y depuso al presidente José Luis Bustamante y Rivero.
La ciudad también fue escenario de valientes protestas cívicas contra la arbitrariedad. Las dos más importantes se dieron contra el gobierno de Odría, una de ellas el 17 de junio de 1950, protagonizadas por los estudiantes del Colegio de la Independencia Americana; y la segunda durante nueve días de diciembre de 1955. Siendo habituales los movimientos sísmicos en el departamento tuvieron especial significación los terremotos ocurridos en 1868, 1878 y 1913, por los severos daños materiales y personales que ocasionaron. En este periodo de transición surgen grupos intelectuales como el «Grupo Aquelarre», movimiento cuyas demandas se limitaron a una descentralización política, desvinculándose de demandas relacionada con la justicia social y la reforma económica, como la reforma agraria, y que fracasaron en un final abrupto como consecuencia de la Gran Depresión. Surgen también líderes destacados, Víctor Andrés Belaunde y José Luis Bustamante y Rivero, dejando su huella como constitucionalistas de carácter fuerte a principios de 1930, y de 1945 a 1948 José Luis Bustamante y Rivero quien sirvió como presidente del Perú.
En 1950 el abogado Francisco Mostajo (prominente liberal arequipeño desde 1901) encabeza una revolución en Arequipa contra Odría, en 1956 el «arequipeño» Fernando Belaúnde Terry logra obtener un gran bloque de la votación de la clase media y en 1962 y 1963 Acción Popular de Belaúnde Terry con el apoyo de otro partido originario de Arequipa, Democracia Cristiana, tuvo un apoyo tan fuerte que fue suficiente para obtener la presidencia del Perú.
Con un tercio del electorado se alió con el APRA, el vestíbulo de Arequipa y sus partidarios en Lima y en otras partes del país se tornaron invencibles en 1945; tiempo después al diferir claramente las ideologías de estos demócratas de centro-derecha con el APRA, la alianza rápida y permanentemente se vino abajo. [cita requerida]
El punto de partido del camino político seguido por Arequipa está marcado por la nueva burguesía nacional, que aparece para desafiar a la élite burguesa ya existente en el Perú; en donde existía un estrato importante y creciente de personas en Perú con intereses profesionales, administrativas y comerciales.
Desde los años 1900 el espíritu rebelde arequipeño, renace de la pluma de un grupo de intelectuales, una nueva generación de liberales caracterizados por el anticlericalismo en una sociedad sumamente católica y por su oposición al centralismo económico y político del país, esta oposición arequipeña a la centralización política y económica del país condujo de forma natural a una posición constitucionalista en la década de 1930 y la subsecuente adopción de ideologías Demócrata-Cristianas en las décadas de 1940 y 1950. Los abogados y la iglesia proyectaron una fuerte influencia en la política arequipeña, así como también la clase media que obtuvo mayor participación al declinada la prosperidad económica en el sur del país.
Estos nuevos intereses toman estructura política con mayor claridad en el interior del país cuya estructura política más fuerte era la ciudad de Arequipa, y sus puntos fuertes de este potencial electoral a nivel nacional que se vio reflejada por fortaleza en la candidatura de Fernando Belaúnde Terry en las elecciones presidenciales de 1956. La región sur, dominada por la ciudad de Arequipa tiene una larga historia de separatismo con la República del Perú, y la clase alta arequipeña del siglo XX ha conservado una distintiva identidad regional.
El desarrollo económico de la ciudad se vio favorecido por la construcción del ferrocarril Arequipa-Islay construido por Henry Meiggs. Esta ferrovía se enlazó con la que unía Arequipa, Cuzco, Juliaca y Puno. El primer sistema de telégrafo de la región, que comunicaba Mollendo, Arequipa y Vitor, se estableció en 1908. Se suministró de agua potable a la ciudad con un acueducto que conduce las aguas minerales de Yumina, inaugurado en 1914. En 1931 se construyeron las carreteras Arequipa-Yura y Arequipa-Puno. En el Chili a 78 km de la ciudad y a 4300 m s. n. m. se construyó la represa de El Fraile para irrigar 3000  ha en las pampas de La Joya. Esta esforzada obra de ingeniería fue terminada en 1938. 
A mediados del siglo XIX, la ampliación de la demanda internacional contribuyó a que los terratenientes y caudillos reorganizaran la explotación colonial del campesinado indígena en Puno mediante la expansión de la gran propiedad al tiempo que un círculo de arequipeños controlaba la comercialización y el procesamiento de la lana a expensas de las comunidades campesinas.
Al impulso de este mercado, más extenso que profundo, Arequipa se construye desde la segunda mitad del siglo XIX como una ciudad de clases medias, comerciantes, artesanos, profesionales, sede de una élite macro regional que en la ciudad ubica sus negocios modernos. En periodo, la élite arequipeña pasa de acopiar, transformar y exportar la lana, a producirla, adquiriendo las tierras de medianos ganaderos o de indígenas del altiplano y desarrollando un sistema de explotación sustentado en la renta. Esta Arequipa moderna del siglo XX, de viejas familias, sectores industriales, amplias clases medias y de obreros organizados en sindicatos, se construye como una ciudad burguesa, ciudadana, democrática.
La arquitectura urbana se amplía con nuevas construcciones; así se traslada el mercado de la ciudad, ubicado en la Plaza de Armas, al parque Duhamel y posteriormente a su actual ubicación en el Convento de la Orden de los Padres Agonizantes de San Camilo (hoy conocido como mercado San Camilo), entre los años 1905 y 1910 se construye el Hospital Goyeneche, también se construye puentes que unen el centro de la ciudad con el distrito de Yanahuara como el puente Real (hoy puente Bolognesi), el Puente Grau y el Puente Bolívar; se inauguran algunas fábricas, la más importante fue la fábrica Pedro P. Díaz y se modernizan los servicios urbanos tales como el alumbrado público (1905), agua y desagüe (1920) y tranvía eléctrico (1913).

#### El IV Centenario

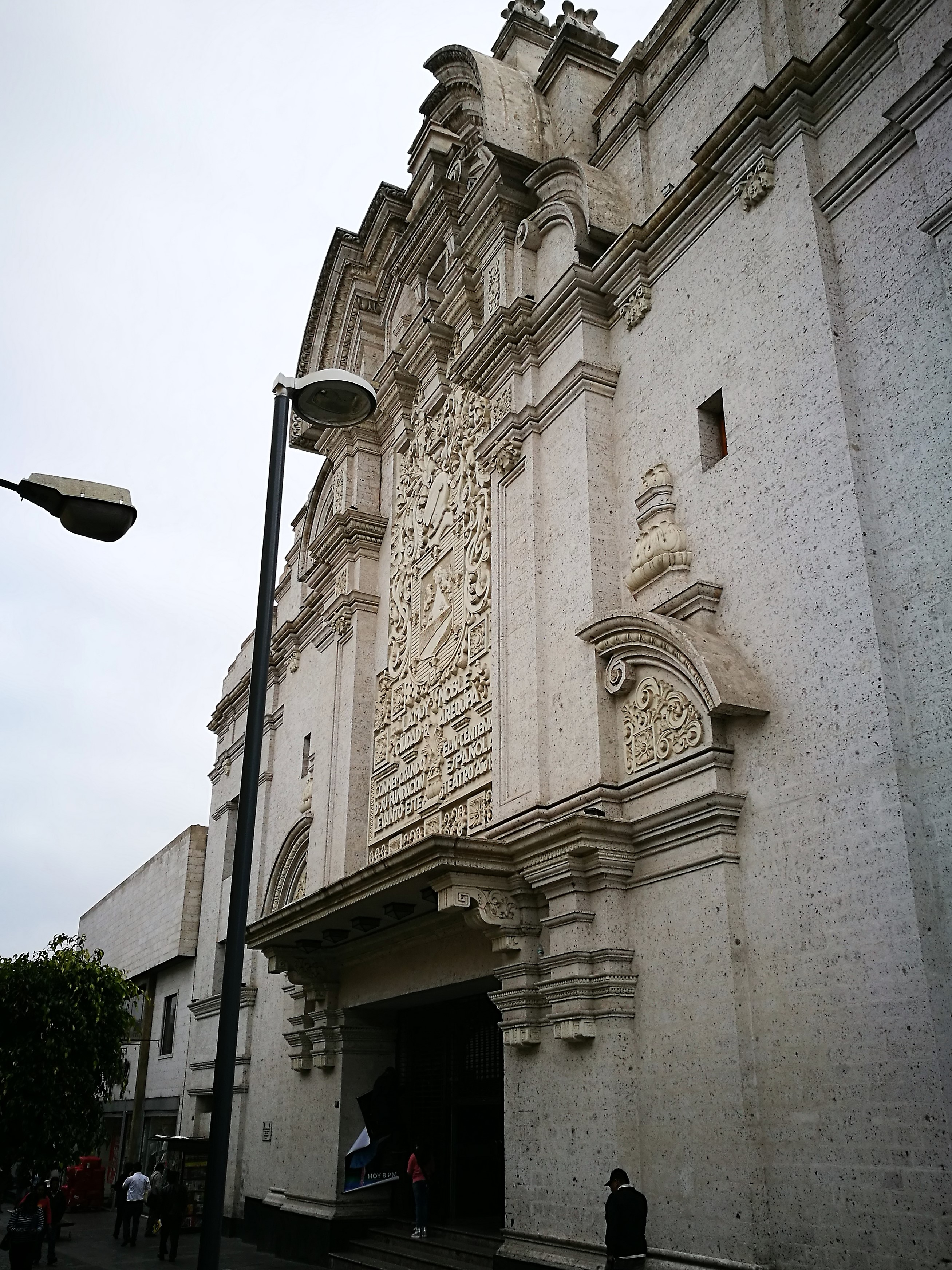
Teatro Municipal de Arequipa, construido en conmemoración del IV Centenario de la fundación española de Arequipa.

Llegado el año de 1940, se plantea un proyecto de expansión y equipamiento urbano promovido por el alcalde Julio E. Portugal y por el ingeniero e ideólogo urbano Alberto de Rivero; y se diseña el primer plan moderno de expansión urbana de la ciudad. Este plan contemplaba la creación de un anillo de viviendas mayor al existente y se consolida un plan de crecimiento radial en cuanto a vías y concéntrico en cuanto a usos de suelo; se habilitaron los barrios de Cuarto Centenario y Selva Alegre.
También se le da un gran impulso al equipamiento urbano con la construcción del Teatro Municipal, el Hotel de Turistas, la Biblioteca Municipal, el teatro Ateneo, el Colegio Independencia Americana, la Universidad Nacional de San Agustín, etc.
Hasta finales de los años 50, son dos los factores que modifican substancialmente las tendencias de crecimiento urbano, los terremotos ocurridos en los años de 1958 y 1960 y la sequía altiplánica, que aceleran un crecimiento periférico que perdura hasta la actualidad.
En la década de 1960 y 1970, la Junta de Rehabilitación y Desarrollo de la Ciudad de Arequipa propició un mayor impulso al sector industrial con la creación de Parques Industriales y se mejora la articulación vial lo que contribuye a consolidar el rol hegemónico que en la región tiene la ciudad de Arequipa.
Evidentemente estos cambios hacia la modernización de la ciudad, cobran mayor intensidad en el área central, donde el desarrollo de la actividad comercial modifica las características horizontales de su proceso de crecimiento de su edilicia. Este proceso de tercerización del centro de la ciudad origina el desplazamiento de algunas instituciones como la Universidad (1962) y de los sectores residenciales hacia la periferia consolidando al centro de la ciudad como una dinámica zona céntrica comercial.

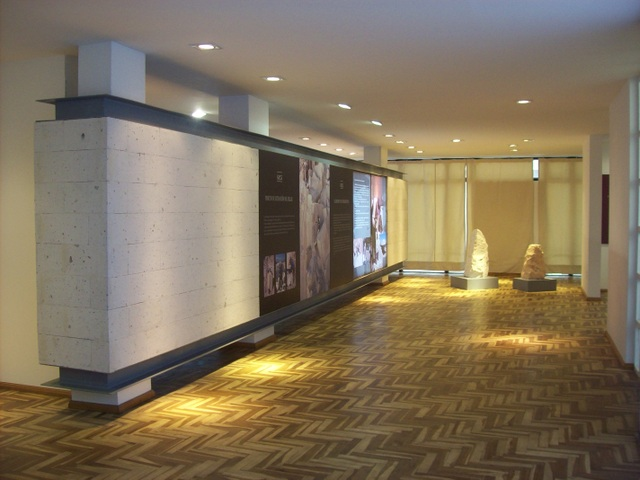
Museo de Arte Contemporáneo de Arequipa, ubicado en "Los portales de la municipalidad" abrió sus puertas en el mes de junio del año 2003.

La ley 15923 del 10 de enero de 1966 autorizó la creación del parque industrial de Arequipa, importante mediada dinamizadora de la manufactura regional. En los primeros años del siglo XXI el Centro Histórico de Arequipa fue declarado Patrimonio Cultural de la Humanidad, también se produjo un terremoto de magnitud de 8,4 el 23 de junio de 2001, siendo uno de los mayores terremotos ocurridos en el mundo desde 1900, y uno de los de mayor magnitud en la historia del Perú; a causa de este terremoto muchos de los edificios históricos en Arequipa resultaron dañados o destruidos.

#### Sede del Tribunal Constitucional
En 1979 la ciudad es nombrada la sede oficial del Tribunal Constitucional y es reconocida desde entonces como la «Capital Jurídica de Perú». La iniciativa nació como parte de un proyecto descentralista impulsado por Manuel Seoane Corrales, quien planteó la iniciativa de que la ciudad de Arequipa fuese la sede de la Corte Superior de Justicia. La iniciativa estuvo motivada por la importancia política que ejerció Arequipa durante la época republicana.
Debido al golpe militar que se desencadenó en Perú, la iniciativa quedó en el aire, hasta renacer después de la elección de la Asamblea Constituyente en el año de 1978. Esta vez, la iniciativa no prosperó debido a la alta oposición; sin embargo, posteriormente se concluyó que Arequipa sería la sede del entonces «Tribunal de Garantías Constitucionales», como lo establecía el Artículo 304º de la Constitución Nacional de Perú de 1979: «El Tribunal de Garantías Constitucionales tiene como sede la ciudad de Arequipa». Mediante la Constitución Política de 1993, se creó el «Tribunal Constitucional», que, conforme a su Ley Orgánica, tiene su sede en Arequipa según el Reglamento Normativo del Tribunal Constitucional.

### SigloXXI
En los primeros años del siglo ocurren hechos importantes para la ciudad de Arequipa, como la declaración de Patrimonio Cultural de la Humanidad. Otro hecho importante que marca la historia en los primeros años de este siglo es la ocurrencia de un terremoto de grandes magnitudes el 23 de junio de 2001, que tuvo una magnitud de 8.4 siendo uno de los mayores terremotos ocurridos en el mundo desde 1900, para ser más exacto el número 15 del ranking «Magnitude 8 and Greater Earthquakes Since 1900» de la «U.S. Geological Survey» y el de mayor magnitud en la historia del Perú; a causa de este terremoto muchos de los edificios históricos en Arequipa fueron dañados o destruidos.
El área metropolitana de Arequipa fue consolida con el Plan Director de Arequipa Metropolitana (PDAM), aprobado por Ordenanza Municipal N°160 del 14 de noviembre del 2002, sustituyendo al plan director de 1980, luego de haber sido presentado en sesión de consejo el 14 de agosto de 2002 y sometido a consulta pública del 19 de agosto al 25 de octubre de 2002.

## Manifestaciones políticas
A partir de la segunda década del siglo XIX hasta finales de la misma década se forjó una sociedad de transición en el Perú, etapa durante la cual Arequipa adquiere un incremento poblacional creciente, y por otro lado una participación política destacada consolidándose en este periodo como la segunda ciudad del país, y como una ciudad en continuo desafío frente a Lima.
A lo largo del último siglo hasta 1930, Arequipa se convirtió en un centro económico basado en la manufactura de la lana y en el Ferrocarril del Sur, alrededor de 1930 estos pilares económicos comienzan a decaer y por esta y otras razones, Arequipa comienza a producir una serie de líderes políticos conformado por una creciente clase media de profesionales, intelectuales y tecnócratas, quienes tendrán participación en la defensa de la legalidad y la estabilidad económica. Dos de estos líderes, Víctor Andrés Belaunde y José Luis Bustamante y Rivero, dejando su huella como constitucionalistas de carácter fuerte a principios de 1930, y de 1945 a 1948 José Luis Bustamante y Rivero quien sirvió como presidente del Perú.

### Levantamientos
A lo largo de la historia política de Arequipa se han suscitado múltiples levantamientos que le valieron a la ciudad el adjetivo de «El León del Sur». Según Leslie Bethell de la Universidad de Cambridge «si Arequipa fue la capital del liberalismo las otras regiones del Perú solo promovieron sus propios intereses a través de sus ideologías». otros autores concluyen que las revoluciones no fueron desarrolladas bajo intereses personales, ni los políticos que los incentivaban, sino por pasión por el derecho y la Justicia, por su fe religiosa y por su honor. Leslie Bethell destaca la importancia de las revoluciones de Arequipa afirmando:

«Ninguna de las numerosas insurrecciones apristas en las tres décadas, incluyendo la de Trujillo en 1932, han garantizado una gran influencia política como estos tres movimientos surgidos en Arequipa.»
Leslie Bethell, The Cambridge History of Latin America: Latin America since 1930

Esta fama revolucionaria conocida todavía entre los peruanos se la ganó a través de numerosas rebeldías en donde casi totalidad de las revoluciones, algunas con impacto nacional, se armaron para defender la autonomía local, frente a una capital más y más centralizadora tomando las armas en las siguientes revoluciones:
| - Revolución de 1834 - Revolución de 1835 - Revolución de 1841 - Revolución de 1844 - Revolución de 1851 - Revolución de 1854 - Revolución de 1856 | - Revolución de 1857 - Revolución de 1858 - Revolución de 1865 - Revolución de 1867 - Revolución de 1883 - Revolución de 1884 | - Revolución de 1930 - Revolución de 1931 - Revolución de 1950 - Rebelión de 1950 - Revolución de 1955 - Revolución de 2002 |

La revoluciones de la ciudad se produjeron mayoritariamente por explotación del guano, lucha entre liberales y conservadores y el descentralismo.

### Tendencia política
Según Leslie Bethell el punto de partido del camino político seguido por Arequipa está marcado por la nueva burguesía nacional, que aparece para desafiar a la élite burguesa ya existente en el Perú; en donde existía un estrato importante y creciente de personas en Perú con intereses profesionales, administrativas y comerciales.[cita requerida]
Estos nuevos intereses toman estructura política con mayor claridad en el interior del país cuya estructura política más fuerte era la ciudad de Arequipa, y sus puntos fuertes de este potencial electoral a nivel nacional se vio reflejada por fortaleza en la candidatura de Fernando Belaúnde Terry en las elecciones presidenciales de 1956.
La región sur, dominada por la ciudad de Arequipa, tiene una larga historia de separatismo con la República del Perú, y la clase alta arequipeña del siglo XX ha conservado una distintiva identidad regional.
La oposición arequipeña a la centralización política y económica del país condujo de forma natural a una posición constitucionalista en la década de 1930 y la subsecuente adopción de ideologías Demócrata-Cristianas en las décadas de 1940 y 1950. Los abogados y la iglesia proyectaron una fuerte influencia en la política arequipeña, así como también la clase media que obtuvo mayor participación al declinada la prosperidad económica en el sur del país.

### Libros
- Angeles Caballero, Cesar Augusto (1964).  Universidad de Michigan, ed. César Vallejo: su obra. Consultado el 2 de enero de 2021.
- Arellano, Fernando (1988). El Arte Hispanoamericano. Universidad Católica Andrés. ISBN 9789802440177. Consultado el 28 de julio de 2012.
- Barriga, Víctor M. (1940). Arequipa y sus blasones. Editorial La Colmena, S.A.
- Benavides Rodríguez, Alfredo (1990). La arquitectura en el virreinato del Perú y en la capitanía general de Chile (ilustrada edición). Andrés Bello. p. 282.
- Bethell, Leslie (1991).  Cambridge University Press, ed. The Cambridge History of Latin America: Latin America since 1930 (en inglés) (ilustrada edición). p. 919. ISBN 9780521266529.
- Basadre, Jorge (1963). El Perú republicano y los fundamentos de su emancipación. Soc. Acad. de Estudios Americanos. p. 184. Consultado el 22 de enero de 2022.
- Basadre, Jorge (1981). Sultanismo, corrupción y dependencia en el Perú republicano. Milla Batres. p. 160. Consultado el 12 de enero de 2022.
- Bernedo Málaga, Leonidas (1949).  Ministerio de Educación Pública, ed. La cultura Puquina o la Prehistoria de la provincia de Arequipa (ilustrada edición). Dirección de educación artística y extensión cultural. p. 192. Consultado el 31 de diciembre de 2021.
- Carricaburo, Norma (1997).  Arcos Libros S.L., ed. Las fórmulas de tratamiento en el español actual. ISBN 847635278-6. Archivado desde el original el 25 de septiembre de 2013.
- Chanfreau, Marie-Françoise (1995). La vivienda en los pueblos jóvenes de Arequipa y Trujillo: creación de una nueva tipología regional. M. IFEA: Instituto francés de estudios andinos. Archivado desde el original el 7 de noviembre de 2012.
- Contreras, Carlos (2004).  Instituto de Estudios Peruanos, ed. El aprendizaje del capitalismo:Estudios de historia económica y social del Perú republicano. p. 332. ISBN 9789972510977.
- Congreso de irrigación y colonización del norte (1929). Anales del primer Congreso de irrigación y colonización del norte: 19 de febrero-24 de febrero de 1929, Lambayeque, República del Perú. Imprenta Torres Aguirre. p. 270. Consultado el 9 de agosto de 2012.
- Cornejo Bouroncle, Jorge (1952).  Editorial H.G. Rozas, ed. Arequipa: homenaje y recuerdo. p. 35. Consultado el 28 de julio de 2012.
- Comisión Andina de Juristas, Comisión Andina de Juristas (1991).  University of Texas, ed. Lecturas sobre temas constitucionales, Issue 7. p. 81. Consultado el 7 de agosto de 2021.
- Seoane, Manuel (1965).  University of Texas, ed. La revolución que el Perú necesita. p. 40. Consultado el 7 de agosto de 2021.
- Cuneo Vidal, Rómulo (1931). Boletín de la Sociedad Geográfica de Lima. Sociedad Geográfica de Lima.
- Dávalos y Lissón, Pedro (1863).  Librería e Imprenta Gil, ed. La primera centuria: causas geográficas, políticas y económicas que han detenido el progreso moral y material del Perú en el primer siglo de su vida independiente. Tomo II. Biblioteca Nacional del Perú. Consultado el 11 de agosto de 2012.
- de la Riva Agüero, José (1858).  Librería de Garnier Hermanos, ed. Memorias y documentos para la historia de la independencia del Perú. Librería de la Universidad de Míchigan. p. 304. Consultado el 3 de agosto de 2012.
- Dirección de Estadística (1878).  Ministerio de Gobierno, ed. Resumen General de Censo General de habitantes del Perú de 1876. Imprenta del Estado.
- Instituto Nacional de Estadística (1944). «Relación de los censos parciales levantados en el Perú después del censo general de 1876».  En Instituto Nacional de Estadísticas editorial=, ed. Censo de población y ocupación de 1940.
- Galdós Rodríguez, Guillermo (1997). Una ciudad para la historia, una historia para la ciudad: Arequipa en el siglo XX. Universidad Nacional de San Agustín. p. 391.
- Garayar, Carlos (2004). Atlas Regional: Arequipa. Ediciones Peisa. ISBN 9972-40-315-7.
- Gutiérrez, Ramón (1994). Evolución histórica urbana de Arequipa Metropolitana 1540-1990 (ilustrada edición). p. 249. ISBN 9788489034013.
- Linares Málaga, Eloy (1990). Pre historia de Arequipa. Consultado el 11 de agosto de 2012.
- Love, Thomas (1995). Cash Cows and Fighting Bulls:Redefining Identity, Maintaining Control in Southwestern Perú (en inglés). Departament of Sociology/Anthropology of Linfield College - McMinnville, Oregon.
- Mc Evoy, Carmen (1997). La utopía republicana: ideales y realidad en la formación de la Cultura Política Peruana, 1871-1919. Fondo Editorial PUCP. p. 467. ISBN 9972420620.
- Miró Quesada, Aurelio (1998). Historia y leyenda de Mariano Melgar (1790-1815). Universidad Nacional Mayor de San Marcos. p. 218. ISBN 9789972460616.
- Monguió, Luis (1967). «Don José Joaquín de la Mora y el Perú de mil ochocientos». Don José Joaquín de Mora. University of California Press. p. 268. Consultado el 4 de agosto de 2012.
- Mostajo, Francisco (1922). «La cédula que concedió a Arequipa el título de Ciudad». Boletín Bibliográfico. Universidad Nacional Mayor de San Marcos. p. 25. Consultado el 7 de agosto de 2021.
- Neira, Máximo (1990).  Cuzzi Impresiones, ed. Historia general de Arequipa. Fundación M.J. Bustamante de la Fuente. p. 824. Consultado el 11 de agosto de 2012.
- Nuñez Pacheco, Rosa (1991). «Polifonía del silencio, la literatura arequipeña en los últimos diez años».  En Promolibro, ed. El autor de creación literaria de la Macrorregión Sur.
- Palma, Ricardo (1893). Tradiciones peruanas III. Barcelona, Montaner y Simón. pp. 1-252. Consultado el 11 de agosto de 2012.
- Ponce, Fernando (1960). La ciudad en el Perú. Arequipa: Retablo de papel. p. 53.
- Pardo y Aliaga, Felipe (2007).  Fondo Editorial PUCP, ed. Teatro completo: Crítica teatral; el Espejo de mi tierra. p. 34.
- Ruiz Rosas, Alonso. La gran cocina mestiza de Arequipa. Cuzzi Editores, Arequipa, 2012.
- Zátonyi, Marta (2006). Gozar el arte, gozar la arquitectura (ilustrada edición). Ediciones Infinito. pp. 292 páginas. ISBN 9789879393406.

### Publicaciones
- Asamblea Nacional de Rectores (2012). «Datos Estadísticos Universitarios». II Censo Nacional Universitario (ANR): 21. Consultado el 11 de agosto de 2012.
- Cáceres-Péfaur, Beatriz (2006). «La visita de Simón Bolívar a la ciudad de Arequipa (Perú). Visión de la historiografía local contemporánea.». Presente y Pasado, Revista de Historia (11): 124-140. ISSN 1316-1369. Archivado desde el original el 24 de septiembre de 2015. Consultado el 11 de agosto de 2012.
- Coaguila Valdivia, Jaime Francisco (2010). «Recetario para una construcción relacional de la identidad arequipeña». Jueces, abogados y «escribanos". Archivado desde el original el 1 de febrero de 2014. Consultado el 11 de agosto de 2012.
- INEI (2012). Perú: Estimaciones y Proyecciones de Población Total por Sexo, según Principales Ciudades, 2000-2015. Consultado el 11 de agosto de 2012.
- Consejo Nacional de Ambiente. «Gesta Zonal de Aire, Arequipa». Plan a limpiar el aire (Consejo Nacional del Ambiente). Archivado desde el original el 1 de febrero de 2014. Consultado el 11 de agosto de 2012.
- Cornejo Velásquez, Hernán (2006). «El simbolismo de la comida arequipeña». Investigaciones Sociales (Lima: Universidad Nacional Mayor de San Marcos) 17: 41-65. Consultado el 11 de agosto de 2012.
- Cotler, Julio (2009). «Poder y cambio en las regiones».  En Programa de las Naciones Unidas para el desarrollo, ed. Serie Desarrollo Humano (Instituto de Estudios Peruanos) (15). Consultado el 11 de agosto de 2012.
- Empresa de Generación del Energía Eléctrica S.A (EGASA) (2003). «En agosto Arequipa está de fiesta». Egasin. N.º 2 (16).
- Espinosa Morales, K.J., Hernández Aguilar, A., Mantilla Pinilla (2016). «La participación de la minería y sus beneficios económicos en Colombia y Perú». In Vestigium Ire. Vol. 10, p.p 208-228.
- García de los Reyes Arquitectos y Asociados (2012a). Diagnóstico propositivo para el Plan de Desarrollo Metropolitano de Arequipa. Memoria Síntesis. Municipalidad Provincial de Arequipa. Consultado el 11 de agosto de 2012.
- García de los Reyes Arquitectos y Asociados (2012b). Plan de Desarrollo Metropolitano de Arequipa. Memoria Síntesis. Municipalidad Provincial de Arequipa. Consultado el 11 de agosto de 2012.
- Gerencia Regional de Salud de Arequipa (2007). «Análisis de situación de salud». Análisis de situación de salud (Gobierno Regional de Arequipa). Consultado el 12 de febrero de 2022.
- Gerencia Regional de Salud de Arequipa (2014). «Análisis de situación de salud». Análisis de situación de salud (Gobierno Regional de Arequipa). Consultado el 12 de febrero de 2022.
- Guajardo Castro, Alejandro (2009). «“Aspectos morfosintácticos del habla loncca en la campiña arequipeña». Maestría de Lingüística de la Universidad Nacional Mayor de San Marcos.
- Guillemette, Martín (2010). «La revolución mexicana y sus impactos en América Latina: una propuesta de análisis a nivel local. El caso de Arequipa, Perú». México y sus revoluciones (XIII Reunión de historiadores de México, Estados Unidos y Canadá) (Institut des Hautes Etudes de l'Amérique Latine). Consultado el 4 de enero de 2022.
- Grup, Franz (2010). Gaceta Cultural del Perú. Instituto Nacional de Cultura. Archivado desde el original el 4 de febrero de 2014.
- Instituto Municipal de Planeamiento (IMPLA) (2016a).  Instituto Municipal de Planeamiento, ed. Ordenanza Municipal 961 (0). Instituto Municipal de Planeamiento. Consultado el 22 de enero de 2022.
- Instituto Municipal de Planeamiento (IMPLA) (2016b).  Instituto Municipal de Planeamiento, ed. Reglamento PDM (1). Instituto Municipal de Planeamiento. Consultado el 22 de enero de 2022.
- Instituto Municipal de Planeamiento (IMPLA) (2016c).  Instituto Municipal de Planeamiento, ed. Memoria PDM (2). Instituto Municipal de Planeamiento. Consultado el 22 de enero de 2022.
- INEI (Instituto Nacional de Estadística e Informática) (2017).  Instituto Nacional de Estadística e Informática, ed. Perú: Perfil Sociodemográfico. Informe Nacional. Censos Nacionales 2017: XII de Población, VII de Vivienda y III de Comunidades Indígenas. Instituto Nacional de Estadística e Informática. Consultado el agosto de 2018.
- INEI (Instituto Nacional de Estadística e Informática) (2021).  Instituto Nacional de Estadística e Informática, ed. Estadísticas del Bicentenario (1). Instituto Nacional de Estadística e Informática. Consultado el 4 de agosto de 2021.
- INEI (Instituto Nacional de Estadística e Informática) (2021a).  Instituto Nacional de Estadística e Informática, ed. Directorio Nacional de Municipalidades Provinciales, Distritales y Centro Poblados 2021 (1). Instituto Nacional de Estadística e Informática. Consultado el 23 de enero de 2022.
- INEI (Instituto Nacional de Estadística e Informática) (2022). «Perú: 50 años de cambios, desafíos y oportunidades poblacionales».  En Instituto Nacional de Estadística e Informática, ed. Perú: 50 años de cambios, desafíos y oportunidades poblacionales (Instituto Nacional de Estadística e Informática) (1). Consultado el 23 de enero de 2022.
- López de Romaña, Flavia (2006). Casos de Gestión Cultural en el Perú. Instituto Nacional de Cultura.
- Mincetur (Ministry of Foreign Trade and Tourism) (2017).  Ministerio de Comercio Exterior y Turismo, ed. Arequipa, Export Investment Guide (1). Ministerio de Comercio Exterior y Turismo. Archivado desde el original el 7 de noviembre de 2012. Consultado el 4 de agosto de 2021.
- Municipalidad Provincial de Arequipa (2013).  Municipalidad Provincial de Arequipa, ed. Reglamento de Organización y Funciones (1). MPA. Consultado el 21 de enero de 2022.
- Municipalidad Provincial de Arequipa; Superintendencia del Centro Histórico y Zona Monumental (30 de noviembre). Historical Center of the City of Arequipa, Compendio Normativo. Consultado el 4 de agosto de 2009.
- Municipalidad Provincial de Arequipa (2002). «Diagnóstico del Centro Histórico de Arequipa». Plan Maestro del Centro Histórico de Arequipa. p. 73.
- promPerú (2003). «Peru». Travel Planner 2003. Archivado desde el original el 20 de febrero de 2006. Consultado el 14 de enero de 2022.
- promPerú (2008). «Destinos». PromPerú. Arequipa. Consultado el 14 de enero de 2022.
- Robles, Elmer (2006). «Origen de las universidades más antiguas de Perú». Revista Historia de la Educación latinoamericana 8 (1): 35-48. Archivado desde el original el 7 de noviembre de 2012. Consultado el 11 de agosto de 2012.
- Tribunal Constitucional (2011). Ley Orgánica del Tribunal Constitucional. Consultado el 21 de enero de 2022.

- Datos: Q5898931